# Jacob Jeffries Band
Pour les articles homonymes, voir Jeffries.
 (décembre 2018).
Jacob Jeffries Band est un groupe de pop rock américain originaire de Fort Lauderdale en Floride. 
Formé en 2006, le groupe se compose de Jacob Jeffries (chant et piano), Jimmy Powers V (guitare et seconde voix) et divers membres alternants.
Jacob Jeffries Band fut nommé en 2008 « Best Live Band & Best New Release » par le Broward-Palm Beach and Miami New Times, et fut sélectionné pour se produire au Florida Grammy Showcase.
Jacob Jeffries a joué dans le téléfilm Dad Friends en 2016.

## Histoire
Jacob Ian Groten est né le 12 avril 1988 à Fort Lauderdale en Floride. Il commence le piano dès l'age de 5 ans et écrit sa première œuvre musicale à l'age de 10 ans. Il poursuit sa carrière de musicien sous son nom de scène de Jacob Jeffries, en empruntant ainsi le nom de son père Jeffrey au moment du décès de celui-ci et en son hommage, juste avant la sortie de son premier album Life As An Extra.
En 2006 Jacob Jeffries forme alors Jacob Jeffries Band avec ses amis Jimmy Powers à la guitare, Brian Lang à la basse et Josh « Papa Bear » Connolly à la batterie.
Entre 2006 et 2010, le groupe fait quatre tournées aux États-Unis, au Nord-Est, Sud-Est et Midwest, avec quelques arrêts sur les routes de la tournée pour faire diverses apparitions, notamment à la NAMM Conference for Baldwin Piano Company à Anaheim en Californie, à la BMI’s Leaf Lounge durant le Festival du film de Sundance à Park City (Utah) et au SXSW pour le BMI’s Acoustic Brunch and the Red Gorilla Festival d'Austin (Texas).

## Discographie
Jacob Jeffries Band a sorti une série d'albums enregistrés et produits par Sebastian Krys & Dan Warner et publié par Warner/Chappell Music.
Entre 2006 et 2012, Jacob Jeffries sort deux albums (Life As An Extra et Wonderful), un album live (Waiting For the Piano Movers) et un album complet (Tell Me Secrets) enregistré avec le producteur du Grammy Award Sebastian Krys & Dan Warner.